# Julie Gautier
Julie Gautier (Saint-Louis, Reunión, 19 de noviembre de 1979) es una campeona de apnea en la especialidad peso constante, realizadora cinematográfica, modelo y bailarina.

## Biografía
Gautier creció en la isla de Reunión, además de reunionesa, cuenta con ascendencia vietnamita. Su madre, profesora de baile, le transmitió su pasión por esa disciplina. Su padre le abrió las puertas de la pesca submarina en apnea a la edad de 11 años. Esta práctica le conducirá indirectamente a descubrir la apnea como práctica deportiva a los 18 años.

### Trayectoria deportiva
Fue a su primer campeonato del mundo en Niza en 2000 y logró los récords consecutivos de Francia en 2006 y 2007 en peso constante, que consiste en sumergirse a lo largo de un cable sin tocarlo. Según un artículo de la revista francesa Paris Match de 2009, es "una de las diez mejores apneístas del mar". Su preparación mental y física es esencial. Cada día practica yoga y ejercicios de respiración.

### Trayectoria artística
Gautier participó en 2005 en el proyecto multimedia Ashes and Snow del artista Gregory Colbert que la lleva por todo el mundo para bailar bajo el agua con majestuosos animales.
Durante una competición en 2010 cerca del Dean's Blue Hole su pareja Guillaume Néry, campeón del mundo de apnea y aficionado a la fotografía puso en las manos de Gautier una cámara. El resultado fue el cortometraje, Free Fall, que se viralizó en Internet y fue visto por millones de internautas. El vídeo muestra a Guillaume bajo el agua, aproximándose al golfo del Agujero azul de Dean (el segundo más profundo del mundo), ubicado en Bahamas. El éxito de este corto animó a la pareja a la realización de nuevas películas. 
En 2010, la pareja colabora en un musical con el cantante francés Raphael con el título Bar del hotel. En 2012 crean la sociedad de producción audiovisual Les Films Engloutis y nace su hija Maï-Lou.
En 2014, se estrenó su película más elaborada: Narcose, que muestra las visiones de Guillaume tras sufrir narcosis de nitrógeno durante buceos extremos.
En 2014, durante un viaje a la Polinesia, Julie y Guillaume rodaron su tercer cortometraje titulado Ocean Gravity, con Guillaume a la deriva en el paso de Tiputa (atolón Rangiroa) como si estuviera flotando en el espacio.
Ocean Gravity inspiró en 2015 el rodaje de Runnin (Lose It All) de Naughty Boy feat Beyoncé y Arrow Benjamin, codirigido por Julie Gautier y Charlie Robbins, que tiene más de 324 millones de visitas en YouTube.
En 2017, para la película Y-40, Julie graba a Guillaume en la piscina Deep Joy Y-40 en Italia, la piscina más profunda del mundo con 42,5 metros.  
En 2018, filmó una película puramente personal, AMA, (denominacicón que reciben las pescadoras de mariscos de Japón), ayudada por su amiga, profesora de baile y coreógrafa Ophélie Longuet. Este cortometraje es un espectáculo de danza submarina poética. Destinada a compartir una emoción femenina universal, Julie organizó, el 8 de marzo de 2018, durante el Día Internacional de la Mujer, una cadena de proyecciones de la película. A través de la comunidad internacional de apnea, AMA se proyectó en más de 40 escenarios en todo el mundo. Dedicó esta película a todas las mujeres del mundo.
Una de las especificidades del trabajo de realización de Gautier es que ella misma está en apnea cuando está detrás de la cámara.

## Obras
- 2010 - Free Fall, producido por Les Films Engloutis, realizado por Guillaume Néry y Julie Gautier.[14]
- 2014 - Narcose, producido por Les Films Engloutis, realizado por Julie Gautier.[15]
- 2014 - Ocean Gravity, producido por Les Films Engloutis, realizado por Guillaume Néry y Julie Gautier.[16]
- 2015 - Runnin (Lose It All) - Naughty Boy, ft. Beyoncé y Arrow Benjamin, producido por Forever Pictures, realizado por Charlie Robbins y Julie Gautier.[10]
- 2017 - Y-40, producido por Les Films Engloutis, filmado por Julie Gautier.[17]
- 2018 - AMA, producido por Les Films Engloutis, realizado por Julie Gautier.[18]

## Palmarés

### Deportivo
- 2007: récord de Francia AIDA de apnea en peso constante con 65 metros.
- 2008: récord de Francia AIDA, de apnea en peso constante con 68 metros.

### Artístico
- "Narcose", Prix Musical 2014 - Clips et courts metrage.[19]
- "Free Fall", Prix de l'Insolite 2010 - Clips et courts metrage.[19]